# Giulio Cesare in Egitto
Pour les articles homonymes, voir Giulio Cesare.
Jules César en Égypte
Personnages
- Giulio Cesare, contralto
- Cornelia, veuve de Pompée, contralto
- Sesto, son fils, soprano
- Cleopatra, reine d'Égypte, soprano
- Tolomeo, roi d'Égypte, son frère, contralto

Airs
- Svegliatevi nel core (Sesto, acte I, sc. 4)
- Non disperar, chi sa? (Cesare, acte I, sc. 5)
- Va tacito ou Dall' ondoso periglio (Cesare, acte I, sc. 9)
- Son nata a lagrimar (Cesto et Cornelia, acte I, sc. 9)
- V'adoro, pupille, Se pietà ou Piangerò (Cleopatra, acte II, sc. 2)
- Se pietà (Cleopatra, acte II, sc. 8)
- Piangerò (Cleopatra, acte III, sc. 3)
- Da tempeste (Cleopatra, acte III, sc. 9)

Giulio Cesare in Egitto (ou souvent : Giulio Cesare) est un opéra en trois actes composé en 1723 par Georg Friedrich Haendel pour sa propre compagnie, la Royal Academy of Music, créé en 1724 à Londres. Le livret est une adaptation par Nicola Francesco Haym, du Giulio Cesare in Egitto représenté à Venise en 1675 (texte de Giacomo Francesco Bussani, musique d'Antonio Sartorio).

## Historique
L'opéra est créé au King's théâtre Haymarket de la Royal Academy of Music de Londres le 20 février 1724. Il s'agit du cinquième ouvrage que le compositeur écrit pour l'institution. C'est, dès l'origine, un succès et Haendel le reprend en 1725, 1730 et 1732, pour un total de trente-huit représentations dans les saisons qui suivent. Il est également monté à l'étranger, comme à Hambourg en 1725, à Brunswick et à Paris en 1737. Avant le XXe siècle, la dernière représentation a lieu à Hambourg en 1737[réf. nécessaire].

### Postérité
Certains airs comme V'adoro, pupille, Se pietà ou Piangerò (Cleopatra), Va tacito ou Dall' ondoso periglio (Cesare), Svegliatevi nel core de Sesto ou encore le poignant duo de Cornelia et Sesto qui termine le premier acte, sont devenus des pièces de concert.
Le compositeur, ravi du succès de son ouvrage, continue d'exploiter le sujet politico-moral dans ses opéras suivants, mais qui finit néanmoins par lasser le public.

## Description
L'ouvrage est pensé comme un chant à la grandeur de Rome et de la vertu des Romains face à l'amoralité des Egyptiens. L'évolution du personnage de Cléopâtre se situe dans le développement d'une morale royale en fréquentant César.

### Personnages

#### Romains
- Giulio Cesare (Jules César), mezzo-soprano ou contre ténor
- Cornelia (Cornélie), veuve de Pompée, contralto
- Sesto (Sextus), son fils, mezzo-soprano ou contre ténor
- Curio, tribun, aide de camp de César, basse

#### Égyptiens
- Cleopatra (Cléopâtre), reine d'Égypte, soprano
- Tolomeo (Ptolémée), roi d'Égypte, son frère, contre-ténor
- Achilla (Achille), général, conseiller de Ptolémée, basse
- Nireno (Nirenus), eunuque et confident de Cléopâtre, contre-ténor

### Créateurs
Les principaux interprètes de la création, en 1724, étaient :
- Le castrat Senesino (contralto) qui jouait le rôle-titre
- La prima donna soprano Francesca Cuzzoni en Cléopâtre
- La fidèle soprano vénitienne Margherita Durastanti dans le rôle travesti de Sextus
- L'alto anglaise Anastasia Robinson en Cornélie
- Le castrat contralto d'origine allemande Gaetano Berenstadt (de) en Ptolémée.

## Argument
L'action se déroule autour d'Alexandrie en 48 av. J.-C. et décrit la course au pouvoir entre Cléopâtre et Ptolémée, la rivalité de ce dernier avec Achilla, le deuil de Cornélie et le désir de vengeance de Sextus.
Jules César a poursuivi jusqu'en Égypte son ennemi Pompée, or Ptolémée, le roi des Égyptiens, croyant bien faire, tue son rival dont il offre la tête à César. Celui-ci, qui allait conclure la paix avec son adversaire, en est profondément choqué et jure au nom de la femme et du fils de Pompée de le venger. D'un autre côté, Ptolémée tente d'éloigner du trône sa sœur Cléopâtre, qui se rend incognito chercher de l'aide auprès de César, qu'elle séduit d'abord par intérêt mais dont elle finit par tomber amoureuse et dont le sentiment est bientôt réciproque.
L'opéra se termine par le triomphe de César et de Cléopâtre à Alexandrie, Achilla étant mort au combat et Ptolémée tué par Sextus.

## Structure de l'opéra

### Ouverture
- Ouverture

### Premier acte
- Chœur – Viva il nostro Alcide Scène I
- Aria (Cesare) – Presti omai l’egizia terra Scène I
- Aria (Cesare) – Empio, dirò, tu sei, togliti Scène III
- Aria (Cornelia) – Priva son d’ogni conforto, e pur speme Scène IV
- Aria (Sesto) – Svegliatevi nel core, furie d’un alma offesa Scène IV
- Aria (Cleopatra) – Non disperar; chi sa? se al regno Scène V
- Aria (Tolomeo) – L’empio, sleale, indegno Scène VI
- Recitativo accompagnato (Cesare) – Alma del gran Pompeo Scène VII
- Aria (Cesare) – Non è sì vago e bello il fior nel prato Scène VII
- Aria (Cleopatra) – Tutto può donna vezzosa Scène VII
- Arioso (Cornelia) – Nel tuo seno, amico sasso Scène VIII
- Aria (Sesto) – Cara speme, questo core tu cominci a lusingar Scène VIII
- Aria (Cleopatra) – Tu la mia stella sei Scène VIII
- Aria (Cesare) – Va tacito e nascosto Scène IX
- Aria (Achilla) – Tu sei il cor di questo core Scène XI
- Duo (Cornelia, Sesto) – Son nata a lagrimar Scène XI

### Deuxième acte
- Sinfonia Scène II

Fin de la sinfonia et début de l'aria de Cleopatra, acte 2, scène 2. Partition autographe de Haendel, 1723 (British Library).

- Aria (Cleopatra) – V’adoro pupille Scène II
- Aria (Cesare) – Se in fiorito ameno prato Scène II
- Arioso (Cornelia) – Deh piangete, oh mesti lumi Scène III
- Aria (Achilla) – Se a me non sei crudele Scène IV
- Aria (Tolomeo) – Sì spietata, il tuo rigore sveglia Scène IV
- Aria (Cornelia) – Cessa omai di sospirare! Scène VI
- Aria (Sesto) – L’angue offeso mai riposa Scène VI
- Aria (Cleopatra) – Venere bella, per un istante Scène VII
- Aria (Cesare) – Al lampo dell’armi Scène VIII
- Chœur Morrà, Cesare, morrà Scène VIII
- Recitativo accompagnato (Cleopatra) – Che sento? Oh Dio! Scène VIII
- Aria (Cleopatra) – Se pietà di me non senti Scène VIII
- Arioso (Tolomeo) – Belle dee di questo core Scène IX
- Aria (Sesto) – L’aure che spira tiranno e fiero Scène XI

### Troisième acte

Extrait du chœur final de l'acte 3. Manuscrit autographe.

- Aria (Achilla) – Dal fulgor di questa spada Scène I
- Sinfonia Scène II
- Aria (Tolomeo) – Domerò la tua fierezza Scène II
- Aria (Cleopatra) – Piangerò la sorte mia Scène III
- Recitativo accompagnato (Cesare) – Dall’ondoso periglio Scène IV
- Aria (Cesare) – Aure, deh, per pietà spirate Scène IV
- Aria (Cesare) – Quel torrente, che cade dal monte Scène V
- Aria (Sesto) – La giustizia ha già sull’arco Scène VI
- Recitativo accompagnato (Cleopatra) – Voi, che mie fide ancelle Scène VII
- Aria (Cleopatra) – Da tempeste il legno infranto Scène VII
- Aria (Cornelia) – Non ha più che temere quest’alma Scène IX
- Sinfonia/La Marche Scène Ultima
- Duo (Cleopatra, Cesare) – Caro! – Bella! Scène Ultima
- Chœur – Ritorni omai nel nostro core Scène Ultima

## Les versions modernes deGiulio Cesare

### La redécouverte
Giulio Cesare est l'opéra italien de Haendel le plus représenté sur les scènes modernes. Oublié pendant près de deux siècles, l'œuvre reparaît pour la première fois à Göttingen en Allemagne en 1922. On prend dès lors, et pour longtemps, l'habitude de tronquer la partition, traduire le livret, couper les da capo (reprise de la première partie d'un air, forme universelle de l'aria dans l'opéra italien durant la majeure partie du XVIIIe siècle), transposer la plupart des rôles masculins pour mieux satisfaire le goût contemporain (baryton pour César et Ptolémée, à l'origine castrats altos...). Une version française voit brièvement le jour en 1935 avec Louise Mancini.
Ce n'est qu'avec le renouveau de la musique baroque vers 1970 que des versions fidèles à la partition de Haendel apparaissent. Parmi celles-ci, le concert donné au festival de Beaune et l'album enregistré en 1991 par René Jacobs avec la mezzo-soprano américaine Jennifer Larmore dans le rôle titre, fait encore autorité. Au sein d'une discographie plus abondante que pour tout autre opera seria, elle fut la première à proposer un texte intégral, non arrangé, non transposé, un orchestre virtuose d'instruments originaux et un climat théâtral fidèle aux intentions supposées des auteurs.

### Premières grandes productions
Les principales productions du chef-d'œuvre ont eu lieu à Vienne en 1954 (partition mutilée sous la baguette de Karl Böhm), à Londres en 1963 (première tentative d'un César contralto, et avec la jeune Joan Sutherland en Cléopâtre), à la radio bavaroise en 1965 (version publiée par la suite), à l'ENO de Londres en 1979 avec le César un peu arrangé mais marquant de Janet Baker, aux États-Unis en 1985 puis en Europe (Bruxelles 1988, Nanterre 1990) dans une production moderne et décapante de Peter Sellars qui transportait l'action dans un Moyen-Orient très actuel visité par un Président américain.
En France, l'ouvrage entreprend une carrière plus tardive. Il ne fait son entrée à l'Opéra de Paris qu'en 1987 dans un spectacle facétieux et soigné de Nicholas Hytner sous la direction de Jean-Claude Malgoire (repris par Ivor Bolton en 1997 puis, usant pour la première fois d'instruments originaux, Marc Minkowski en 2002). La première version intégrale de l'opéra entendue est celle de Peter Sellars en 1990, avec Jeffrey Gall dans le rôle-tire et Lorraine Hunt-Lieberson dans celui de Sextus. On le voit aussi, la même année 1999, à Bordeaux (avec Nathalie Stutzmann et Mireille Delunsch) et à Montpellier (avec Sara Mingardo et Laura Claycomb dans une production allemande de Willy Decker reprise par Christophe Rousset) ; puis en 2007 l'opéra est joué à Nancy (changé en cabaret colonial par Yannis Kokkos, avec Marie-Nicole Lemieux et Ingrid Perruche) et à Lille (accueil du spectacle échevelé de David McVicar créé à Glyndebourne, sous la direction d'Emmanuelle Haïm).

### AuXXIesiècle
De Chicago à Cologne, de Sydney à New York et de Gènes à Vienne, Giulio Cesare reste, au début du XXIe siècle, l'opéra seria le plus joué dans le monde.
En 2005, la diva Cecilia Bartoli chante pour la première fois Cléopâtre à Zurich, aux côtés de Franco Fagioli (Giulio Cesare), sous la direction de Marc Minkowski. En 2012, nommée directrice artistique du festival de Pentecôte de Salzbourg, elle tient de nouveau le rôle de Cléopâtre aux côtés d'Andreas Scholl (Jules César), d'Anne Sofie von Otter (Cornelia) et de Philippe Jaroussky (Sextus), ainsi que de Christophe Dumaux (Ptolémée),sous la direction musicale de Giovanni Antonini et dans une mise en scène de Moshe Leiser et Patrice Caurier qui, une fois de plus, transpose l'action dans les conflits contemporains du Moyen-Orient. La même année, Giulio Cesare fait son entrée au festival de Glyndebourne dans un spectacle de David McVicar dirigé par William Christie (avec Sarah Connolly, Daniele de Niese et Angelika Kirchschlager).
En juin 2013, l'œuvre est reprise à l'opéra de Paris sous la direction d'Emmanuelle Haïm avec Lawrence Zazzo dans le rôle titre et Sandrine Piau dans celui de Cléopâtre. Mai 2022. Avec Giulio Cesare de Haendel, le contre-ténor vedette Philippe Jaroussky s’apprête à diriger son premier opéra au Théâtre des Champs-Élysées, avec l'ensemble Artaserse à Paris. Sous son costume de Sextus, le contreténor Franco Fagioli jubile. À la baguette, son homologue Philippe Jaroussky, lui, transpire… « Avec Franco, il y a toujours quelque chose qui se fait sur le moment, explique-t-il », avec Sabine Devieilhe (Cléopâtre), Gaëlle Arquez (Jules César) et Paul-Antoine Bénos-Djian (Nireno),.

## Discographie
Parmi une vingtaine de références, la plupart enregistrées sur le vif sans motif de publication, trois albums à écouter en priorité :
- J. Larmore, B. Schlick, B. Fink, M. Rörholm, D. Ragin, F. Zanasi, Concerto Köln, dir. René Jacobs (Harmonia Mundi 1991)
- M. Mijanovic, M. Kozena, C. Hellekant, A. S. von Otter, B. Mehta, A. Ewing, Les Musiciens du Louvre, dir. Marc Minkowski (Archiv-Deutsche Grammophon 2003)
- Emanuela Galli, soprano ; Kristina Hammarström, Mary-Ellen Nesi, Irini Karaianni et Romina Basso, mezzo-sopranos ; Nikos Spanatis, haute-contre ; Tassis Christoyannis, baryton ; Petros Magoulas, basse ; Orchestre de Patras, dir. George Petrou (24-30 juillet 2006, MDG) (OCLC 972796330)

Archives importantes pour la qualité de leur chant :
- J. Baker, V. Masterson, S. Walker, D. Jones, J. Bowman, J. Tomlinson, dir. Charles Mackerras (traduit en anglais, Chandos 1979)
- W. Berry, L. Popp, C. Ludwig, F. Wunderlich, dir. Ferdinand Leitner (coupé, transposé, traduit en allemand, Orfeo d'or 1963)